# Río Bordón
Río Bordón är ett vattendrag i Spanien. Det ligger i den östra delen av landet, 290 km öster om huvudstaden Madrid.